# Changos de Naranjito 2024
Questa voce raccoglie le informazioni riguardanti i Changos de Naranjito nelle competizioni ufficiali della stagione 2024.

## Stagione
I Changos de Naranjito partecipano al loro sessantatreesimo campionato di Liga de Voleibol Superior Masculino: dopo il secondo posto in regular season nella sezione Metro, ai quarti di finale superano in tre gare i Gigantes de Adjuntas, venendo poi eliminati in semifinale dai Caribes de San Sebastián.

## Organigramma societario
Area direttiva
- Presidente: Alexis Aponte

Area tecnica
- Primo allenatore: Jamille Torres

## Rosa
| N° | Nome               | Ruolo | Data di nascita   | Nazionalità sportiva |
| -- | ------------------ | ----- | ----------------- | -------------------- |
| 2  | Johansen Negrón    | S     | 27 gennaio 2000   | Porto Rico           |
| 3  | Noel Rodríguez     | O     | 9 giugno 2000     | Porto Rico           |
| 4  | Jorge López        | S     | 6 febbraio 1992   | Porto Rico           |
| 5  | Luis Vega          | S     | 19 giugno 1994    | Porto Rico           |
| 6  | Luis Candelario    | C     | 11 novembre 1988  | Porto Rico           |
| 8  | Ángel Rivera       | C     | 12 maggio 1992    | Porto Rico           |
| 9  | Juan Vázquez       | O     | 23 gennaio 1991   | Porto Rico           |
| 9  | Adrián Iglesias    | S     | 14 febbraio 1998  | Porto Rico           |
| 13 | Roque Nido         | P     | 8 dicembre 1999   | Porto Rico           |
| 14 | Amaury Miranda     | P     | 19 giugno 1996    | Porto Rico           |
| 15 | Jonathan Rodríguez | C     | 16 settembre 1997 | Porto Rico           |
| 17 | Amar Méndez        | C     | -                 | Porto Rico           |
| 18 | Félix Chapman      | O     | 5 ottobre 1996    | Cuba                 |
| 20 | Óscar Fiorentino   | P     | 5 febbraio 1997   | Porto Rico           |
| 23 | Juan Rosa          | L     | 11 agosto 1993    | Porto Rico           |
| 47 | José Pacheco       | L     | 20 marzo 1997     | Porto Rico           |

## Mercato
| Acquisti                               | Acquisti         | Acquisti              | Acquisti   |
| R.                                     | Nome             | da                    | Modalità   |
| -------------------------------------- | ---------------- | --------------------- | ---------- |
| P                                      | Óscar Fiorentino | -                     | definitivo |
| C                                      | Amar Méndez      | Gigantes de Adjuntas  | definitivo |
| L                                      | José Pacheco     | Gigantes de Adjuntas  | definitivo |
| L                                      | Juan Rosa        | Plataneros de Corozal | definitivo |
| Trasferimenti nel corso della stagione |                  |                       |            |
| S                                      | Adrián Iglesias  | -                     | definitivo |

| Cessioni                               | Cessioni          | Cessioni             | Cessioni   |
| R.                                     | Nome              | a                    | Modalità   |
| -------------------------------------- | ----------------- | -------------------- | ---------- |
| L                                      | Luis Bertrán      | Gigantes de Carolina | definitivo |
| S                                      | Kevin López       | Gigantes de Carolina | definitivo |
| O                                      | Ulises Maldonado  | -                    | ritirato   |
| S                                      | Jonathan Martínez | -                    | ritirato   |
| P                                      | Juan Miguel Ruiz  | -                    | ritirato   |
| Trasferimenti nel corso della stagione |                   |                      |            |
| O                                      | Juan Vázquez      | Gigantes de Carolina | definitivo |

## Risultati

### LVSM

#### Regular season
| 2 agosto 2024 Coliseo Gelito Ortega, Naranjito              | Changos de Naranjito     | 3 - 0 | Gigantes de Carolina     | 25-23, 25-21, 26-24               |
| 9 agosto 2024 Coliseo Gelito Ortega, Naranjito              | Changos de Naranjito     | 3 - 1 | Indios de Mayagüez       | 25-19, 25-19, 24-26, 25-18        |
| 11 agosto 2024 Coliseo Rafael Llull Pérez, Adjuntas         | Gigantes de Adjuntas     | 1 - 3 | Changos de Naranjito     | 19-25, 28-30, 25-21, 20-25        |
| 16 agosto 2024 Coliseo Gelito Ortega, Naranjito             | Changos de Naranjito     | 3 - 1 | Mets de Guaynabo         | 20-25, 25-21, 25-23, 25-21        |
| 18 agosto 2024 Coliseo Raúl "Pipote" Oliveras, Yauco        | Cafeteros de Yauco       | 3 - 2 | Changos de Naranjito     | 25-20, 25-18, 21-25, 25-23, 12-15 |
| 23 agosto 2024 Coliseo Gelito Ortega, Naranjito             | Changos de Naranjito     | 0 - 3 | Caribes de San Sebastián | 17-25, 18-25, 18-25               |
| 25 agosto 2024 Coliseo Guillermo Angulo, Carolina           | Gigantes de Carolina     | 0 - 3 | Changos de Naranjito     | 22-25, 17-25, 22-25               |
| 30 agosto 2024 Coliseo Gelito Ortega, Naranjito             | Changos de Naranjito     | 3 - 0 | Plataneros de Corozal    | 25-23, 25-21, 25-20               |
| 6 settembre 2024 Palacio de Recreación y Deportes, Mayagüez | Indios de Mayagüez       | 0 - 3 | Changos de Naranjito     | 14-25, 13-25, 11-25               |
| 8 settembre 2024 Coliseo Gelito Ortega, Naranjito           | Changos de Naranjito     | 2 - 3 | Plataneros de Corozal    | 29-27, 25-22, 19-25, 21-25, 13-15 |
| 13 settembre 2024 Coliseo Mario Morales, Guaynabo           | Mets de Guaynabo         | 3 - 0 | Changos de Naranjito     | 25-19, 25-20, 25-19               |
| 15 settembre 2024 Coliseo Gelito Ortega, Naranjito          | Changos de Naranjito     | 1 - 3 | Cafeteros de Yauco       | 21-25, 25-22, 21-25, 20-25        |
| 22 settembre 2024 Coliseo Guillermo Angulo, Carolina        | Gigantes de Carolina     | 1 - 3 | Changos de Naranjito     | 22-25, 25-18, 23-25, 19-25        |
| 26 settembre 2024 Coliseo Mario Morales, Guaynabo           | Mets de Guaynabo         | 3 - 0 | Changos de Naranjito     | 27-25, 25-18, 25-19               |
| 29 settembre 2024 Coliseo Luis Aymat Cardona, San Sebastián | Caribes de San Sebastián | 3 - 0 | Changos de Naranjito     | 25-22, 25-23, 25-21               |
| 4 ottobre 2024 Coliseo Gelito Ortega, Naranjito             | Changos de Naranjito     | 3 - 0 | Gigantes de Adjuntas     | 25-23, 25-20, 25-18               |
| 9 ottobre 2024 Coliseo Mario Morales, Guaynabo              | Plataneros de Corozal    | 2 - 3 | Changos de Naranjito     | 19-25, 25-22, 22-25, 25-22, 10-15 |
| 14 ottobre 2024 Coliseo Mario Morales, Guaynabo             | Plataneros de Corozal    | 1 - 3 | Changos de Naranjito     | 25-27, 26-24, 26-28, 18-25        |
| 17 ottobre 2024 Coliseo Gelito Ortega, Naranjito            | Changos de Naranjito     | 3 - 1 | Gigantes de Carolina     | 22-25, 25-21, 26-24, 25-21        |
| 20 ottobre 2024 Coliseo Gelito Ortega, Naranjito            | Changos de Naranjito     | 0 - 3 | Mets de Guaynabo         | 22-25, 29-31, 23-25               |

#### Play-off
| Quarti di finale (gara 1) - 23 ottobre 2024 Coliseo Gelito Ortega, Naranjito     | Changos de Naranjito     | 3 - 1 | Gigantes de Adjuntas     | 20-25, 25-23, 25-22, 25-13        |
| Quarti di finale (gara 2) - 25 ottobre 2024 Coliseo Rafael Llull Pérez, Adjuntas | Gigantes de Adjuntas     | 0 - 3 | Changos de Naranjito     | 19-25, 20-25, 23-25               |
| Quarti di finale (gara 3) - 27 ottobre 2024 Coliseo Gelito Ortega, Naranjito     | Changos de Naranjito     | 3 - 1 | Gigantes de Adjuntas     | 21-25, 25-17, 25-14, 25-17        |
| Semifinale (gara 1) - 7 novembre 2024 Coliseo Luis Aymat Cardona, San Sebastián  | Caribes de San Sebastián | 3 - 2 | Changos de Naranjito     | 25-20, 25-18, 17-25, 22-25, 15-12 |
| Semifinale (gara 2) - 9 novembre 2024 Coliseo Gelito Ortega, Naranjito           | Changos de Naranjito     | 0 - 3 | Caribes de San Sebastián | 16-25, 22-25, 25-27               |
| Semifinale (gara 3) - 12 novembre 2024 Coliseo Luis Aymat Cardona, San Sebastián | Caribes de San Sebastián | 3 - 0 | Changos de Naranjito     | 25-23, 25-20, 25-21               |
| Semifinale (gara 4) - 14 novembre 2024 Coliseo Gelito Ortega, Naranjito          | Changos de Naranjito     | 0 - 3 | Caribes de San Sebastián | 21-25, 25-27, 21-25               |

## Statistiche

### Statistiche di squadra
| Competizione | Punti | In casa | In casa | In casa | In trasferta | In trasferta | In trasferta | Totale | Totale | Totale |
| Competizione | Punti | G       | V       | P       | G            | V            | P            | G      | V      | P      |
| ------------ | ----- | ------- | ------- | ------- | ------------ | ------------ | ------------ | ------ | ------ | ------ |
| LVSM         | 37    | 14      | 8       | 6       | 13           | 7            | 6            | 27     | 15     | 12     |
| Totale       | -     | 14      | 8       | 6       | 13           | 7            | 6            | 27     | 15     | 12     |

G = partite giocate; V = partite vinte; P = partite perse

### Statistiche dei giocatori
Dati non disponibili.